# Rohož (kompozit)

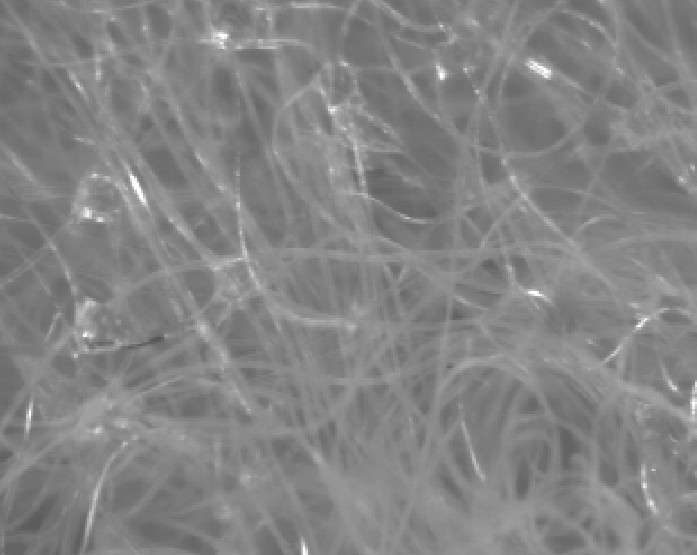
Náhodně uspořádaná kontinuální vlákna

Rohož (angl.: mat, něm.: Matte) je plošný textilní polotovar používaný výhradně jako výztuž kompozitů.

## Způsoby výroby rohoží a jejich použití
K nejznámějším druhům patří:
- Netkané textilie: Náhodně uspořádaná kontinuální nebo sekaná vlákna jsou uložena plošně vedle sebe, přeložena řadou nití probíhajících příčně pod proměnlivě nastavitelným úhlem (multiaxial) a zpevněna po celé šíři propletením nebo vpichováním.[2] Rohože mívají 200–900 g/m², snadno se ohýbají a proto se používají na tvarově složitější dílce.
- Rohože ze sekaných vláken: Sekaná vlákna se stejnoměrně ukládají na dopravní pás a posypávají práškem, který se po zahřátí změní v lepidlo, kterým se vlákna spojují a vytváří rouno. Výrobky jsou poměrně tuhé, používají se s výhodou na velkoplošné dílce a na kompozity odolné proti vodě a chemikáliím.[3]

- Rohože z náhodně uložených nekonečných vláken:  Vlákna (nebo rovingy) se před zpracováním do kompozitů (např. technologií RTM) spojují emulzí a nebo se pro injekční technologie prošívají jako netkané textilie.[4]
- Povrchové (závojové) rohože se vyrábí ze sekaných vláken nebo filamentů ze skla, uhlíku nebo syntetických materiálů. Jsou to netkané, velmi lehké textilie (6–80 g/m²) pojené v matrici kompozitů rozpustnými pojivy. V kompozitech slouží jako povrchová „nárazníková“  vrstva, která má zvýšit  odolnost proti korozi nebo chemickým látkám. Známé je také použití k vyztužení gelcoatu a topcoatu (ochranné vrstvy, které se nanáší na dílce z umělých hmot).[5]